# Karl Heinrich Gisbert Gillhausen
Gisbert Gillhausen (* 28. Juli 1856 in Sterkrade; † 16. März 1917 in Essen-Rüttenscheid; vollständiger Name: Karl Heinrich Gisbert Gillhausen) war ein deutscher Bauingenieur, Industriemanager und Politiker.

## Leben
Der Sohn eines evangelischen Hüttenbeamten der Gutehoffnungshütte besuchte das Gymnasium in Wesel und absolvierte dann ein Studium an der Königlich Rheinisch-Westfälischen Polytechnischen Schule zu Aachen. Mit 19 Jahren wurde er – wie sein Vater – Angestellter der Gutehoffnungshütte. Unter seiner Mitarbeit als Bauingenieur wurden unter anderem die Horchheimer Eisenbahnbrücke über den Rhein bei Koblenz und zahlreiche Brücken im Zuge der Gotthardbahn in der Schweiz erbaut.
Im Juni 1890 wechselte er als Abteilungsvorsteher zur Firma Fried. Krupp in Essen. Er stieg dort zum Assistenten des Direktoriums auf, wurde 1897 Prokurist, 1899 Mitglied des Direktoriums und amtierte ab 1903 (Umwandlung zur Aktiengesellschaft) bis 1913 als Vorstandsmitglied. Auch nach 1913 nahm er Management-Aufgaben im Bereich der rheinisch-westfälischen Industrie wahr, so beispielsweise als Aufsichtsratsmitglied des Bochumer Vereins.
Unter seiner Leitung wurden die diversen Krupp-Werksanlagen in Essen modernisiert, das Krupp-Hüttenwerk in Rheinhausen (die sog. „Friedrich-Alfred-Hütte“) errichtet und die Germaniawerft in Kiel ausgebaut.
Zudem war Gillhausen an der Entwicklung des Schiffs-Dieselmotors beteiligt, der aus einer Kooperation zwischen Krupp und MAN hervorging. Er setzte ihn bei der Germaniawerft für den Antrieb von Schiffen durch.
Von 1907 bis zu seinem Tod war Gillhausen Stadtverordneter der Stadt Essen. Im gleichen Jahr wurde er Mitglied des Altherrenverbandes von Montania, Akademischer Verein der Chemiker, Berg- und Hüttenleute, dem späteren Corps Montania Aachen. Er gehörte auch dem Verein Deutscher Ingenieure (VDI) und dem Ruhr-Bezirksverein des VDI an.
Das stattliche Wohnhaus, das sich Gillhausen 1913/1914 von dem Essener Architekten Oskar Schwer an der Alfredstraße 66 in Essen-Rüttenscheid bauen ließ, ist im Gegensatz zu den meisten von Gillhausen geplanten Industrieanlagen mit wenigen Veränderungen erhalten.

## Ehrungen & Auszeichnungen
Gillhausen erhielt den Ehrentitel „Geheimer Baurat“ sowie einen Ehrendoktor-Titel (Dr.-Ing. E. h.). Zudem war er Träger des Preußischen Roten Adlerordens IV. Klasse, des Preußischen Kronenordens III. Klasse und des chinesischen Ordens vom Doppelten Drachen Dritten Grades, III. Klasse. Nach ihm wurde die Gillhausenstraße in Essen-Bredeney sowie in Duisburg und Duisburg-Rheinhausen benannt. 